# Dendrobium sibuyanense
Dendrobium sibuyanense là một loài thực vật có hoa trong họ Lan. Loài này được Lubag-Arquiza, Naranja, Baldos & Sacdalan mô tả khoa học đầu tiên năm 2006.